# Francine Cockenpot
Francine Cockenpot, née le 7 décembre 1918 dans le 14e arrondissement de Paris et morte le 18 septembre 2001 à Lille, est une auteure-compositrice et écrivaine française.
Sa chanson Colchiques dans les prés (1943) est célèbre dans tout le monde francophone.

## Biographie

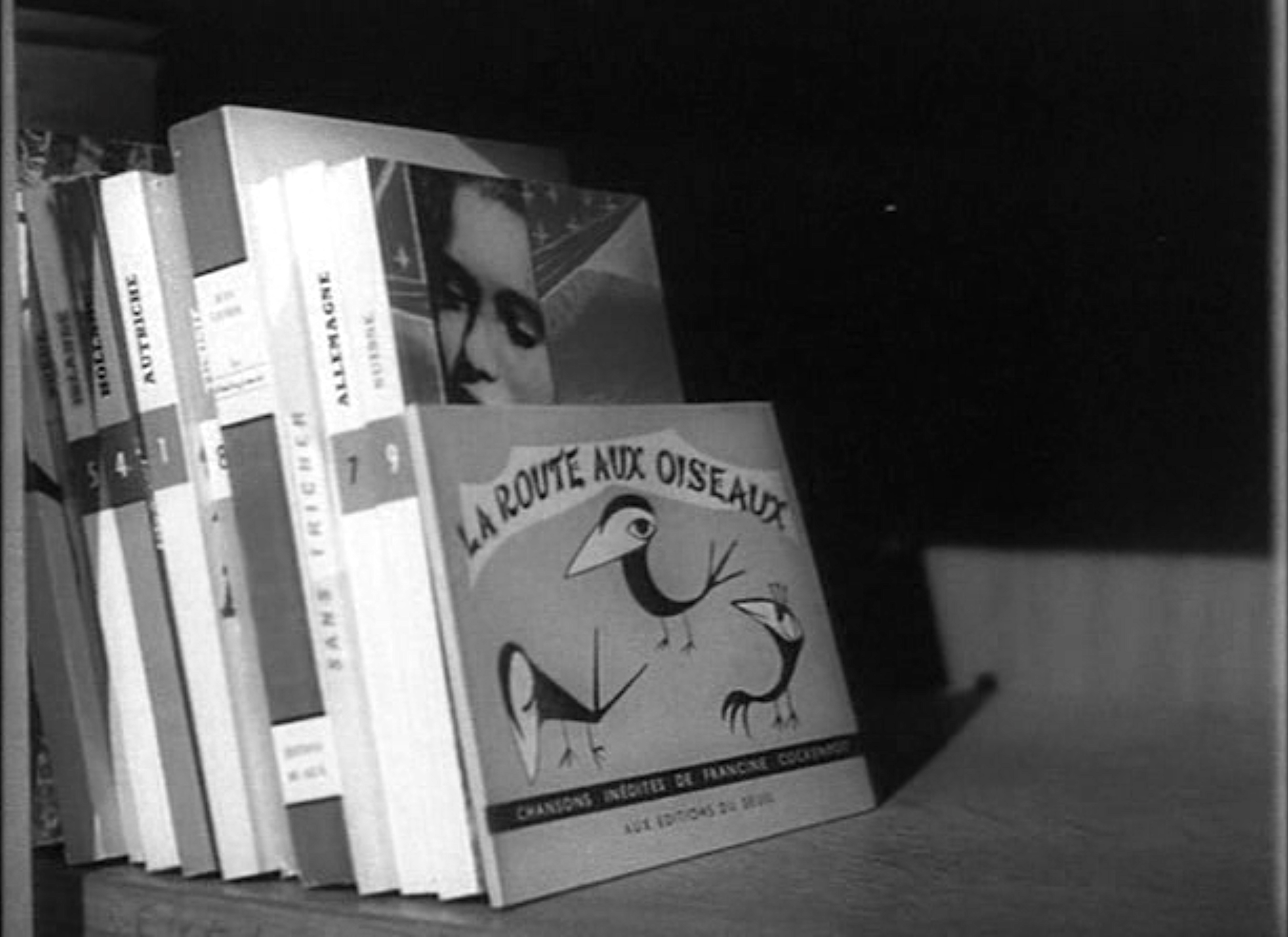
Un recueil de chansons de
Francine Cockenpot.

Guide de France en 1933, totémisée Corbeau Unique , elle est très vite remarquée pour ses talents artistiques et d’animatrice, et commence à composer dès cette époque. En 1938, comme secouriste, elle reçoit la médaille d'argent de la Croix-Rouge française, après quoi elle est engagée comme infirmière. Pendant la guerre, elle est à Lille chef du bureau départemental du Secours national, puis commissaire régionale des Guides aînés. Ensuite, elle part comme infirmière en Afrique du Nord.
Elle passe 25 ans dans le Maghreb comme coopérante, et rentre en France en 1970.
En 1985, alors qu'elle s'était installée en Provence, elle est la victime d’un cambrioleur qui l’agresse sauvagement et la laisse pour morte, et elle perd un œil. Elle publie en 1986, après cette douloureuse épreuve, un témoignage pudique et d’un grand courage, fondé sur l’espérance et le pardon au-delà du désespoir, intitulé "L'agresseur". Cette agression la plonge cependant dans un état dépressif qui la poussera plus tard à quitter le sud de le France.
Elle meurt à Lille, la ville de ses racines, le 18 septembre 2001, à l'âge de 82 ans.

### Cinquante années de chansons
Elle a écrit, en cinquante ans, les paroles et musiques de plus de cinq cents chansons très largement diffusées dans le scoutisme et les mouvements de jeunes de 1945 à nos jours où, rançon du succès, elles sont souvent considérées comme folkloriques mais font partie du patrimoine de la chanson française.
C’est notamment elle qui a écrit (sans doute en 1943) la musique de Colchiques dans les prés (paroles de Jacqueline Debatte, sous le pseudonyme de Jacqueline Claude),, un succès qui, de 1945 aux années 1970, a largement dépassé le milieu scout et les colonies de vacances qui en avaient fait un tube. Cette chanson a été reprise en 1977 par Francis Cabrel, et en 1982 par Dorothée dans la série Le jardin des chansons.
Elle est également à l'origine du Miserere de la mer, publié en 1953, et dont la paternité est souvent oubliée.
Ses mélodies sont riches et ses harmonies souvent surprenantes. Elle confesse que les paroles sont souvent influencées par l'imagination collective des soirées scoutes où elles s'élaborent. C’est la qualité de ses poésies, loin de simples rengaines, qui leur a donné une si large audience.
Elle a été couronnée du prix Henri Mondor de l'Académie française en 1990 pour son recueil Le soir venu.
Outre ses poèmes, elle est l’autrice de plusieurs livres aux Éditions du Seuil et chez d’autres éditeurs.

## Recueils de chansons
- Joies, quarante chansons inédites[10] de Francine Cockenpot, Édition du Seuil, 1943, dessins de Beuville[11], gravé par Cavel, imprimé par Curial-Archerau, avec plusieurs citations de Rabindranath Tagore.
- Fleurs d’or, trente chansons pour Jeannettes et autres petites filles de France, Éditions du Seuil, 1946, paroles et musique, dessins de G. Vallée, imprimé par André Tournon et Cie, Paris. Contient en particulier les Gouttelettes de pluie et J'ai lié ma botte.
- Vents du nord, trente-sept chansons inédites de Francine Cockenpot, Éditions du Seuil, 1946, dessins de Guy Georget, paroles et musique, imprimé par Georges Lang, Paris. Contient en particulier Au bord de la rivière, J'ai lié ma botte, Dans le vent de France, Route d'amitié et Automne plus connue sous le titre de Colchiques dans les prés dont les paroles sont de J. Claude.
- Fleurs de mousse, vingt-sept chansons inédites de Francine Cockenpot", Éditions du Seuil, 4e trim. 1946, paroles et musique, dessins de Guy Georget, imprimé par Curial-Archereau.
- Ciels de France, trente chansons inédites de Francine Cockenpot, Éditions du Seuil, 1947, paroles et musique, dessins de Guy Georget, imprimé par Tardy, Bourges.
- La vie enchantée, quinze chansons pour tout petits par Francine Cockenpot, Éditions du Seuil, 1948, paroles et musique, illustrées par Michel Bouchaud, imprimé par Georges Lang.
- Berceuses, douze chansons de Francine Cockenpot, Éditions du Seuil, 1er trim. 1948, paroles et musique, dessins de Robert Lapoujade, imprimé par Louis Jeanrot.
- Accord, douze chansons harmonisées par Francine Cockenpot, Éditions du Seuil, 1948, paroles et musique, dessins de Michel Carrade, imprimé par Georges Lang.
- Mariales, trente-cinq chants inédits de Francine Cockenpot, Éditions du Seuil, 1er trim. 1949, paroles et musique, dessins de Guy Georget, imprimé par Georges Lang.
- Moissons, vingt-sept chansons inédites de Francine Cockenpot, Éditions du Seuil, 2e trim. 1949, paroles et musique, dessins de Robert Lapoujade, imprimé par Georges Lang.
- Lunaires, vingt-deux chansons inédites de Francine Cockenpot", Éditions du Seuil, 2e trim. 1950, paroles et musique, dessins de Bernard Milleret, gravé par Cavel, imprimé par Jean Grou-Radenez, Paris.
- Soleils, trente chansons inédites de Francine Cockenpot", Éditions du Seuil, 1950, paroles et musique, dessins de Jean Aubert, off-set Jean Grou-Radenez, Paris.
- À petits pas, chansons pour les tout petits, quinze chansons de Francine Cockenpot", Éditions du Seuil, mars 1951, paroles et musique, illustrées par Jacqueline L. Gaillard, imprimé Croutzet.
- À la volette, seize chansons de Francine Cockenpot, Éditions du Seuil, 4e trim. 1951, paroles et musique, illustrées par Jacqueline L. Gaillard, imprimé par Tardy, Bourges.
- Batifolage, vingt-et-une chansons inédites de Francine Cockenpot, Éditions du Seuil, 4e trim. 1951, paroles et musique, illustrées par Jacqueline L. Gaillard, off-set Jean Grou-Radenez, Paris.
- Chansons à roulettes, quinze chansons de Francine Cockenpot, Éditions du Seuil, 1951, paroles et musique, illustrées par Michel Bouchaud, imprimé par Georges Lang.
- Les mains jointes, quinze prières chantées pour tout petits de Francine Cockenpot, Éditions du Seuil, 4e trim. 1951, paroles et musique, illustrées par Jacqueline L. Gaillard, off-set Jean Grou-Radenez, Paris.
- La route aux oiseaux, vingt chansons inédites de Francine Cockenpot, Éditions du Seuil, 4e trim 1952, paroles et musique, avec 58 oiseaux d'agrément de Chris Marker, imprimé par Tardy, Bourges.
- Vent dans les voiles, dix-huit chansons inédites de Francine Cockenpot, Éditions du Seuil, 4e trim. 1953, paroles et musique, , dessins de René Lijade, off-set Jean Grou-Radenez, Paris. C'est dans ce recueil que l'on trouve le Miserere de la mer, dont la tradition orale a quelque peu déformé les paroles, la mélodie et le rythme orginels.
- L’apprenti rêveur, quatorze chansons de Francine Cockenpot, Éditions Desclée De Brouwer, 1954, paroles et musique, illustrations d'Étienne Morel, imprimé par La Lithographie Artistique, Bruges.
- L’arbre de Noël des chansons, onze chansons, musique de Francine Cockenpot, paroles de Robert Morel, Éditions du Seuil, 4e trim. 1955, paroles et musique, dessins de Monica, imprimé par Tardy, Bourges.

## Publications
- Poèmes et chansons de la Flandre en guerre, Éditions Au Vent du Nord, 1946.
- L'agresseur, Éditions du Seuil, 1986.
- Chansons d’une vie, Éditions du Seuil, 1990.